# Jedec fižola (Annibale Carracci)
Jedec fižola (italijansko Mangiafagioli) je slika italijanskega baročnega slikarja Annibala Carraccija. Iz leta 1580–1590 (verjetno 1583–1584) je shranjena v galeriji Palazzo Colonna v Rimu.
Slika je povezana s sliko iz podobnega obdobja Mesnica (zdaj v Oxfordu), saj ima enak priljubljen slog. Naslikana v Bologni, je široko in realistično naslikano tihožitje, ki veliko dolguje Flandriji in Nizozemski.
Na Carraccija sta pri upodabljanju vsakdanjih življenjskih tem vplivala tudi Vincenzo Campi in Bartolomeo Passarotti. Manifest je Carraccijeva sposobnost prilagajanja svojega sloga, ki ga naredi »nižjega«, ko gre za »manj pomembne« teme, kot je Jedec fižola, medtem ko je v svojih bolj akademskih delih (kot je na splošno sodobno Marijino vnebovzetje) z enako lahkoto lahko uporabil bolj klasicistično umirjenost.

## Zgodovina slike
Prvi zanesljiv podatek v zvezi s tem delom sega v leto 1679 in potrjuje, da je pripadalo kardinalu Lazzaru Pallaviciniju (ali Pallaviciniju). Različna druga dela bolonjskih slikarjev so dokumentirana v Pallavicinijevih inventarjih, za katere se domneva, da jih je kupil neposredno v Bologni v obdobju, ko je bil (med 1670 in 1673) tamkajšnji papeški namestnik. Splošno sprejeta hipoteza je torej, da so Jedca fižola v tem obdobju kupili tudi v Bologni..
Od Pallavicinijevih je bila slika prodan knezom Colonna, v galeriji katerih rimske palače je še danes.
V 20. stoletju je bilo Carraccijevo avtorstvo slike postavljeno pod vprašaj, najprej s pripisovanjem Pietru Paolu Bonziju (manjšemu slikarju, znanemu tudi kot Grbavec Carraccijev), nato (Roberto Longhi) z navedbo imena Bartolomeo Passarotti. Šele po restavriranju v 1950-ih je Gian Carlo Cavalli platno znova pripisal Annibalu Carracciju. Od tega trenutka Carraccijevo avtorstvo ni bilo več izpodbijano.
Tako zaradi slogovne usklajenosti z deli iz tistih let kot tudi zato, ker se domneva, da je Carracci precej prezgodaj opustil žanrsko slikarstvo, večina učenjakov daje Beaneatra med letoma 1584 in 1585.
Nazadnje je bila postavljena hipoteza o precej poznejši dataciji, ki jo lahko postavimo okoli leta 1600 (torej domnevamo, da je slika nastala v Rimu). Hipoteza, ki temelji na izjemni slikarski zrelosti, ki jo je pokazal Carracci, ko je dal življenje tej pristni mojstrovini žanrskega slikarstva.
Predhodna študija na to temo je shranjena v Uffiziju.